# Богушевич, Юрий Михайлович
Юрий (Георгий) Михайлович Богушевич (1835—1901) — российский журналист, экономист и библиограф. Действительный статский советник.

## Биография
Родился в 1835 году.
С 5 мая 1859 года начал службу в комитете по делам печати Министерства народного просвещения.
Ещё в студенческие годы он инициировал издание «Сборника, издаваемого студентами императорского Санкт-Петербургского университета», первый выпуск которого состоялся в 1856 году. Затем Богушевичем были изданы «„Гюлистан“ Саади» (СПб., 1857) и, вместе с Н. Бенардаки, «Указатель статей серьёзного содержания, помещенных в русских журналах прежних лет» (СПб., 1858).
В 1860 году он основал библиографический журнал «Книжный вестник». В начале 1860-х годов был помощником И. А. Гончарова, когда тот был главным редактором газеты «Северная почта»; в письме от 25 декабря 1862 года А. И. Артемьеву Гончаров писал: «приношу Вам, Милостивый Государь, мою искреннюю благодарность. Зная хорошо способности г<осподина> Богушевича, Вы, конечно, в моем выборе видите доказательство, что я приглашаю в сотрудники серьезных и способных людей». В 1867 году Ю. М. Богушевич издавал реакционный ежемесячный журнал «Литературная библиотека», а в 1870-х годах — журнал «Собеседник», в 1880-х годах редактировал «Сельский хозяин» и «Сельский вестник». Отдельно Ю. М. Богушевич ещё издал: «О крестьянском малоземелье в связи с помещичьим хозяйством» (СПб., 1881); «Льняная промышленность в России» (СПб., 1885) и «По вопросу о переселении в Южно-Уссурийский край» (СПб., 1890).
В начале-середине 1870-х годах Богушевич был Правителем дел канцелярии Главного управления по делам печати.
С 12 января 1877 по 27 августа 1881 года был в отставке; затем состоял при Министерстве внутренних дел, с 15 мая 1883 года — в чине действительного статского советника. Был награждён орденами Св. Анны 2-й ст. (1874), Св. Владимира 3-й ст. (1888), Св. Станислава 1-й ст. (1892).
Умер 7 (20) мая 1901 года. Похоронен на Смоленском православном кладбище (могила утрачена).
Был женат на Екатерине Алексеевне Андреевой (ум. 02.03.1877 на 40-м году) — сестре Софьи Алексеевны Ординой, жены К. Ф. Ордина.